# Phrynobatrachus bullans
Phrynobatrachus bullans és una espècie de granota que viu a Tanzània.